# Conceição (Vila Viçosa)
Conceição ist eine ehemalige Gemeinde (Freguesia) im portugiesischen Kreis (Concelho) von Vila Viçosa. Die Gemeinde hatte 4147 Einwohner und eine Fläche von 32,79 km² (Stand 30. Juni 2011).
Sie stellte die größere Stadtgemeinde der Kleinstadt (Vila) Vila Viçosa dar und beherbergte die wichtigsten Bauwerke des Kreises.
Im Zuge der Gebietsreform im September 2013 wurden die Gemeinden Conceição und São Bartolomeu zur neuen Stadtgemeinde Nossa Senhora da Conceição e São Bartolomeu zusammengeschlossen. Die neue Gemeinde deckt nun das wesentliche Stadtgebiet Vila Viçosas ab.